# Lista de prefeitos do Recife
Esta é a lista de prefeitos da cidade do Recife, capital do estado brasileiro de Pernambuco, no período republicano.
Compreende todas as pessoas que tomaram posse definitiva da chefia do executivo municipal em Recife e exerceram o cargo como prefeitos titulares, além de prefeitos eleitos cuja posse foi em algum momento prevista pela legislação vigente. Prefeitos em exercício que substituíram temporariamente o titular não são considerados para a numeração mas estão citados em notas, quando aplicável.

## Histórico
Com exceção de um breve período tumultuado no Brasil Império, o cargo foi inaugurado com uma Eleição direta realizada em 11 de janeiro de 1897: foi escolhido como prefeito o conselheiro José Mariano Carneiro da Cunha, ele é eleito Prefeito do Recife. Pouco tempo depois, Alexandre José Barbosa Lima - considerado um autoritarista e florianista - assume o Governo de Pernambuco. José Mariano lança-se de imediato em sua oposição, publicando uma série de artigos contra o Marechal Floriano Peixoto. Em decorrência disto, ele foi preso em sua residência (no Poço da Panela), e trancafiado na fortaleza do Brum, sob a acusação de pactuar com a revolta da Armada. Fonte: Fundação Joaquim Nabuco. O processo de escolha indireta com votação anual continuou até 1902, quando foram realizadas as segundas eleições diretas para a prefeitura de Belo Horizonte.
Durante a Era Vargas, houve o predomínio de prefeitos nomeados pelo governo provisório, interventores federais, ou governadores militares. Mesmo com o fim do Estado Novo em 1945, a política de nomeação continuou até 1953, quando deram-se as primeiras eleições pernambucanas por sufrágio universal: retirava-se Recife da lista de "bases ou portos militares de excepcional importância para defesa externa do País" presentes na lei nº 121 de 22 de outubro de 1947, e, assim, anulava-se a impossibilidade constitucional do voto popular.
Entre 1969 e 1986, exerceram o cargo principalmente prefeitos que, após serem nomeados pelos governadores estaduais, necessitavam de aprovação da Assembleia Legislativa: eram popularmente apelidados de "biônicos", e eram filiados a Aliança Renovadora Nacional (ARENA), hoje Partido Progressista (PP). Com a redemocratização, tornaram a ser escolhidos em eleições diretas os prefeitos da capital pernambucana, em período de quatro anos.
Desde 2021, o prefeito do Recife é João Campos, do Partido Socialista Brasileiro (PSB). Continuando assim um revezamento de grupos políticos, que desde a redemocratização polarizam a disputa. São eles: Aliados da família Arraes mais à esquerda, com o Partido Socialista Brasileiro (PSB) liderando o grupo; Jarbas Vasconcelos e o Partido do Movimento Democrático Brasileiro (PMDB) mais ao centro e o Democratas (DEM) mais a direita.

## Eleições
O prefeito é eleito por sufrágio universal, secreto, direto, em pleito simultâneo em todo o País, realizado a cada quatro anos, no primeiro domingo de outubro.
E trinta dias após tem lugar o segundo turno, se o eleito em primeiro lugar não atingir 50% dos votos válidos mais um voto, no caso de municípios com mais de duzentos mil eleitores.
Conforme a legislação eleitoral atual no Brasil, para tornar-se elegivel, exige-se uma série de requisitos;
- Possuir nacionalidade brasileira ou portuguesa (neste caso, o cidadão português deve se encontrar amparado pelo Estatuto de Igualdade entre Portugueses e Brasileiros),
- Título de eleitor em dia e estar em gozo pleno do exercício dos direitos políticos,
- Domicilio eleitoral na circunscrição na qual o candidato se apresenta,
- Filiação partidária,
- Ser alfabetizado (tópico invalidado pela atual constituição brasileira de 1988),
- Desincompatibilização de cargo público - Se ocupa um cargo público, deve sair seis meses antes das eleições e voltar, caso possa, só após seis meses ao pleito eleitoral,
- Renúncia de outro mandado até seis meses antes do pleito e não ser parente afim ou consanguíneo, até segundo grau, ou cônjuge de titular de cargo eletivo; pode, entretanto, ser candidato à reeleição (artigo 14 da Constituição).
- Ter idade mínima de 21 anos.

## Lista de prefeitos
| Nº                              | Nome                                   | Imagem                         | Partido                                          | Início do mandato              | Término do mandato             | Referências                    |
| Primeira República (1981-1930)  | Primeira República (1981-1930)         | Primeira República (1981-1930) | Primeira República (1981-1930)                   | Primeira República (1981-1930) | Primeira República (1981-1930) | Primeira República (1981-1930) |
| ------------------------------- | -------------------------------------- | ------------------------------ | ------------------------------------------------ | ------------------------------ | ------------------------------ | ------------------------------ |
| —                               | José Mariano Carneiro da Cunha         |                                | Partido Liberal PL                               | 11 de janeiro de 1891          | 20 de dezembro de 1891         |                                |
| —                               | Francisco do Rego Barros Lacerda       |                                | Partido Liberal PL                               | 20 de dezembro de 1891         | 1° de janeiro de 1892          | [ nota 1 ]                     |
| 1                               | Manuel Pinto Damaso                    |                                | Partido Liberal PL                               | 1° de janeiro de 1892          | 17 de maio de 1893             | [ nota 2 ]                     |
| —                               | José Marcelino da Rosa e Silva         |                                | Partido Republicano Federal PRF                  | 17 de maio de 1893             | 18 de dezembro de 1893         | [ nota 3 ]                     |
| 2                               | José Marcelino da Rosa e Silva         |                                | Partido Republicano Federal PRF                  | 18 de dezembro de 1893         | 9 de maio de 1896              |                                |
| 3                               | José de Cupertino Coelho Cintra        |                                | Partido Republicano Pernambucano PRP             | 9 de maio de 1896              | 16 de janeiro de 1899          | [ nota 4 ]                     |
| —                               | Luiz Cavalcanti de Almeida             |                                | Partido Republicano Pernambucano PRP             | 16 de janeiro de 1899          | 23 de abril de 1899            | [ nota 3 ]                     |
| 4                               | Esmeraldino Olímpio de Torres Bandeira |                                | Partido Republicano Federal PRF                  | 23 de abril de 1899            | 16 de dezembro de 1899         | [ nota 5 ]                     |
| 5                               | Manuel dos Santos Moreira              |                                | Partido Republicano Federal PRF                  | 16 de dezembro de 1899         | 1° de janeiro de 1905          |                                |
| 6                               | Martins de Barros                      |                                | Partido Republicano Pernambucano PRP             | 1° de janeiro de 1905          | 2 de dezembro de 1908          |                                |
| 7                               | Arquimedes de Oliveira                 |                                | Partido Republicano Pernambucano PRP             | 2 de dezembro de 1908          | 11 de janeiro de 1911          | [ nota 6 ]                     |
| 8                               | Eudoro Correia                         |                                | Partido Democrático Nacional PDN                 | 11 de janeiro de 1911          | 28 de fevereiro de 1915        |                                |
| 9                               | Manoel Antônio de Morais Rego          |                                | Partido Democrático PD                           | 28 de fevereiro de 1915        | 4 de fevereiro de 1918         |                                |
| 10                              | Lima Castro                            |                                | Partido Liberal PL                               | 4 de fevereiro de 1918         | 28 de janeiro de 1922          |                                |
| 11                              | Antônio Ribeiro Pessoa                 |                                | Partido Liberal PL                               | 28 de janeiro de 1922          | 12 de março de 1922            | [ nota 6 ]                     |
| 12                              | Antônio de Góis Cavalcanti             |                                | Partido Republicano Pernambucano PRP             | 12 de março de 1922            | 1° de fevereiro de 1925        |                                |
| 13                              | Alfredo Osório de Cerqueira            |                                | Partido Republicano Pernambucano PRP             | 1° de fevereiro de 1925        | 29 de novembro de 1926         |                                |
| 14                              | Joaquim Pessoa Guerra                  |                                | Partido Progressista PP                          | 29 de novembro de 1926         | 17 de dezembro de 1928         |                                |
| 15                              | Francisco da Costa Maia                |                                | Partido Republicano Pernambucano PRP             | 17 de dezembro de 1928         | 24 de maio de 1930             |                                |
| Era Vargas (1930-1945)          |                                        |                                |                                                  |                                |                                |                                |
| 16                              | Lauro Borba                            |                                | Aliança Liberal AL                               | 24 de maio de 1930             | 16 de junho de 1931            | Prefeito nomeado               |
| 17                              | Antônio de Góis Cavalcanti             |                                | Aliança Liberal AL                               | 16 de junho de 1931            | 5 de junho de 1934             | Prefeito nomeado               |
| 18                              | João Pereira Borges                    |                                | Aliança Liberal AL                               | 5 de junho de 1934             | 28 de outubro de 1937          | Prefeito nomeado               |
| 19                              | Antônio de Novais Filho                |                                | Partido Social Democrático PSD                   | 28 de outubro de 1937          | 31 de dezembro de 1945         | Prefeito nomeado               |
| 20                              | José dos Anjos                         |                                | Partido Social Democrático PSD                   | 31 de dezembro de 1945         | 4 de fevereiro de 1946         | Prefeito nomeado               |
| Quarta República (1946-1964)    |                                        |                                |                                                  |                                |                                |                                |
| 21                              | Pelópidas da Silveira                  |                                | Partido Socialista Brasileiro PSB                | 4 de fevereiro de 1946         | 1° de agosto de 1946           | Prefeito nomeado               |
| 22                              | Clóvis de Castro                       |                                | Partido Democrata Cristão PDC                    | 1° de agosto de 1946           | 1° de julho de 1947            | Prefeito nomeado               |
| 23                              | Antônio Alves Pereira                  |                                | Partido Social Democrático PSD                   | 1° de julho de 1947            | 14 de fevereiro de 1948        | Prefeito nomeado               |
| 24                              | Manuel César de Morais Rego            |                                | Partido Social Democrático PSD                   | 14 de fevereiro de 1948        | 31 de janeiro de 1951          | Prefeito nomeado               |
| 25                              | Antônio A. Pereira                     |                                | Partido Social Democrático PSD                   | 31 de janeiro de 1951          | 24 de agosto de 1952           | Prefeito nomeado               |
| 26                              | Jorge Bezerra Martins                  |                                | Partido Social Democrático PSD                   | 24 de agosto de 1952           | 21 de abril de 1953            | Prefeito nomeado               |
| 27                              | José do Rego Maciel                    |                                | Partido Social Democrático PSD                   | 21 de abril de 1953            | 31 de janeiro de 1955          | [ nota 4 ]                     |
| 28                              | Djair Brindeiro                        |                                | Partido Social Democrático PSD                   | 31 de janeiro de 1955          | 7 de abril de 1955             | [ nota 4 ]                     |
| 29                              | Pelópidas da Silveira                  |                                | Partido Socialista Brasileiro PSB                | 7 de abril de 1955             | 1° de janeiro de 1960          | [ nota 8 ] [ nota 9 ]          |
| 30                              | Miguel Arraes                          |                                | Partido Social Trabalhista PST                   | 1° de janeiro de 1960          | 1° de janeiro de 1963          | [ nota 7 ]                     |
| —                               | Liberato da Costa Júnior               |                                | Partido Social Trabalhista PST                   | 1° de janeiro de 1963          | 8 de abril de 1963             | [ nota 10 ]                    |
| 31                              | Pelópidas da Silveira                  |                                | Partido Socialista Brasileiro PSB                | 8 de abril de 1963             | 18 de maio de 1964             | [ nota 11 ]                    |
| Ditadura militar (1964-1986)    |                                        |                                |                                                  |                                |                                |                                |
| 32                              | Augusto da Silva Lucena                |                                | Aliança Renovadora Nacional ARENA                | 18 de maio de 1964             | 8 de abril de 1969             | [ nota 12 ]                    |
| 33                              | Geraldo Magalhães Melo                 |                                | Aliança Renovadora Nacional ARENA                | 8 de abril de 1969             | 7 dr abril de 1971             | Prefeito nomeado               |
| 34                              | Augusto da Silva Lucena                |                                | Aliança Renovadora Nacional ARENA                | 7 dr abril de 1971             | 15 de março de 1975            | Prefeito nomeado               |
| 35                              | Antônio Arruda de Farias               |                                | Aliança Renovadora Nacional ARENA                | 15 de março de 1975            | 15 de março de 1979            | Prefeito nomeado               |
| 36                              | Gustavo Krause                         |                                | Partido Democrático Social PDS                   | 15 de março de 1979            | 14 de maio de 1982             | Prefeito nomeado               |
| 37                              | Jorge Cavalcante                       |                                | Partido Democrático Social PDS                   | 14 de maio de 1982             | 15 de março de 1983            | Prefeito nomeado               |
| 38                              | Joaquim Francisco Cavalcanti           |                                | Partido Democrático Social PDS                   | 15 de março de 1983            | 31 de dezembro de 1985         | Prefeito nomeado               |
| Sexta República (1986–presente) |                                        |                                |                                                  |                                |                                |                                |
| 39                              | Jarbas Vasconcelos                     |                                | Partido Socialista Brasileiro PSB                | 1º de janeiro de 1986          | 31 de dezembro de 1988         | Prefeito eleito                |
| 40                              | Joaquim Francisco Cavalcanti           |                                | Partido da Frente Liberal PFL                    | 1º de janeiro de 1989          | 1° de abril de 1990            | Prefeito eleito                |
| 41                              | Gilberto Marques Paulo                 |                                | Partido da Frente Liberal PFL                    | 1° de abril de 1990            | 31 de dezembro de 1992         | [ nota 12 ]                    |
| 42                              | Jarbas Vasconcelos                     |                                | Partido do Movimento Democrático Brasileiro PMDB | 1º de janeiro de 1993          | 31 de dezembro de 1996         | Prefeito eleito                |
| 43                              | Roberto Magalhães                      |                                | Partido da Frente Liberal PFL                    | 1º de janeiro de 1997          | 31 de dezembro de 2000         | Prefeito eleito                |
| 44                              | João Paulo Lima                        |                                | Partido dos Trabalhadores PT                     | 1° de janeiro de 2001          | 31 de dezembro de 2004         | Prefeito eleito                |
| 44                              | João Paulo Lima                        | 1° de janeiro de 2005          | Partido dos Trabalhadores PT                     | 31 de dezembro de 2008         | Prefeito reeleito              |                                |
| 45                              | João da Costa                          |                                | Partido dos Trabalhadores PT                     | 1º de janeiro de 2009          | 31 de dezembro de 2012         | Prefeito eleito                |
| 46                              | Geraldo Júlio                          |                                | Partido Socialista Brasileiro PSB                | 1º de janeiro de 2013          | 31 de dezembro de 2016         | Prefeito eleito                |
| 46                              | Geraldo Júlio                          | 1º de janeiro de 2017          | Partido Socialista Brasileiro PSB                | 31 de dezembro de 2020         | Prefeito reeleito              |                                |
| 47                              | João Campos                            |                                | Partido Socialista Brasileiro PSB                | 1º de janeiro de 2021          | 31 de dezembro de 2024         | Prefeito eleito                |
| 47                              | João Campos                            | 1º de janeiro de 2025          | Partido Socialista Brasileiro PSB                | Atualidade                     | Prefeito reeleito              |                                |

## Observações históricas
Pela Constituição de 1824, a chefia da municipalidade era eletiva e cabia ao presidente da Câmara Municipal, mas pela lei de 1835 passou a ser de nomeação, separando-se as funções executiva e legislativa.
Em 1920, o Supremo Tribunal Federal manifestou-se pela eletividade dos prefeitos, contudo, havendo a emenda constitucional de 1926 silenciado a respeito, alguns estados (12) continuaram a prover o cargo de prefeito por nomeação do governador.
A Constituição de 1934 fez retornar a forma eletiva, contudo facultando a forma indireta (pelas Câmaras) e, no casos dos prefeitos de capitais e de municípios sedes de estâncias hidrominerais, por livre nomeação pelos governadores.
A Constituição de 1946 limitava-se a facultar a nomeação dos prefeitos de capitais pelo governador (art. 28, § 12), mas as Emendas Constitucionais nº 12 e 13, ambas de 1965, indicaram a eletividade pela Assembleia Legislativa, o que passou a constar na Constituição de 1967.
Desde 1985 todos os prefeitos brasileiros são eleitos de forma direta.